# Mirosława Makuchowska
Mirosława Makuchowska (také: Mirka Makuchowska) je polská aktivistka za práva LGBT. V roce 2020 se stala zakládající členkou Konzultativní rady, která byla vytvořena 1. listopadu 2020.

## Vzdělání
Makuchowská vystudovala sociologii na univerzitě ve Wroclawi.

## Aktivismus
Makuchowská je členkou organizace za práva LGBT, Kampaně proti homofobii (KPH), od roku 2005. Od roku 2013 nebo dříve byla jednou z ředitelů KPH a v této roli pokračovala i v roce 2020. V období 2012–2014 byla členkou představenstva ILGA-Europe.
V roce 2013, kdy byla navržena legislativa pro občanské svazky pro LGBT páry, která byla odmítnuta, Makuchowská prohlásila, že existuje silná veřejná podpora individuálních práv LGBT párů, včetně práva na informace o zdravotním stavu partnera při hospitalizaci, dědických práv a práva řídit pohřební záležitosti partnera.
V prosinci 2018 během setkání ILGA-Europe v Bruselu uvedla, že polské školy byly nuceny Ministerstvem školství zrušit školní aktivity zaměřené na podporu tolerance. Makuchowska řekla, že používání nenávistné řeči ve vztahu k sexuálním preferencím se zvýšilo během vlády vládnoucí strany Právo a spravedlnost (PiS), což povzbuzovalo používání fyzického násilí proti LGBT, jako je házení kamenů.
V roce 2019 Makuchowska kritizovala prohlášení několika polských místních samospráv o zónách bez LGBT, které poslalo "znepokojivou zprávu" místním obyvatelům. Popsala opozici politiků PiS vůči právům LGBT jako volební techniku podobnou jejich opozici vůči právům uprchlíků v roce 2015. Během volební kampaně na polské prezidentské volby v roce 2020 Makuchowska uvedla, že Andrzej Duda, stávající prezident, využíval homofobii jako obětního beránka, aby se pokusil získat hlasy, a že fyzické násilí proti LGBT lidem vzrostlo jako reakce.
Makuchowska se zúčastnila protestů LGBT v srpnu 2020 ve Varšavě, které souvisely s arrestací zakladatelky Stop Bzdurom Małgorzaty Szutowicz. Během této akce byla Makuchowské pohmožděna záda, když ji policie shodila na zem. Posoudila, že podpora komunity pro práva LGBT v Polsku v té době rostla.

## Ústavní rada
Makuchowská se stala zakládající členkou Konsultativní rady, která byla vytvořena 1. listopadu 2020 v souvislosti s říjnovými protesty v Polsku.